# Odostomia reigeni
Odostomia reigeni is een slakkensoort uit de familie van de Pyramidellidae. De wetenschappelijke naam van de soort is voor het eerst geldig gepubliceerd in 1857 door Carpenter.